# Raschig-Hooker-proces
Het Raschig-Hooker-proces is een industrieel proces voor de bereiding van fenol. Het werd in 1939 gepubliceerd door de Duitse industrieel en scheikundige Fritz Raschig.

## Procesverloop
De eerste stap in het proces betreft de chlorering van benzeen tot chloorbenzeen. Hiertoe wordt benzeen bij 250°C samengebracht met waterstofchloride en zuurstofgas. Als katalysator wordt koper(II)chloride met aluminiumhydroxide gebruikt.
{\displaystyle \mathrm {2\ C_{6}H_{6}\ +\ 2\ HCl\ +\ O_{2}\ \longrightarrow \ 2\ C_{6}H_{5}Cl\ +\ 2\ H_{2}O} }
Het ontstane chloorbenzeen wordt in de tweede stap in reactie gebracht met water (hydrolyse), waarbij fenol en waterstofchloride ontstaan:
{\displaystyle \mathrm {C_{6}H_{5}Cl\ +\ H_{2}O\ \longrightarrow \ C_{6}H_{5}OH\ +\ HCl} }
De katalysator koper(II)chloride wordt gedurende het proces gereduceerd tot koper(I)chloride en nadien terug geoxideerd. Het proces heeft een zeer hoog rendement: 99,5%. Als nevenproducten ontstaan ook hogere gechloreerde derivaten van benzeen (hoofdzakelijk dichloorbenzeen). Nadelen van dit proces zijn het ontstaan van het erg corrosieve zoutzuur, en de hoger gechloreerde bijproducten die bij de oxychlorering ontstaan. Het Raschig-Hooker-proces is daarom verdrongen door het cumeenproces.